# Brink!
Brink! (no Brasil, Patinadores de Alma) é um Filme Original do Disney Channel de 1998, escrito por Jeff Schechter e dirigido por Greg Beeman. O filme é estrelado por Erik von Detten como Andy "Brink" Brinker, um patinador que se junta a um grupo de skatistas para ganhar dinheiro para ajudar sua família, financeiramente problemática. 
O filme não consegui atingir uma boa audiência fincado abaixo dos 3 milhões, com apenas 2,8 milhões de espectadores no estados unidos . 

## Enredo
Andy "Brink" Brinker e seus amigos patinadores, que são chamados de "Patinadores da Alma" (informando que patinam por diversão, e não pelo dinheiro), se encontram com um grupo de patinadores patrocinados - Equipe X-Bladz. Quando Brink descobre que sua família está em uma difícil situação financeira, decide ir para o lado escuro dos patinadores e entrar para a Equipe X-Bladz com 200 dólares por semana. Seus amigos, que não sabem da situação de Brink, começam a pensar que ele é um traidor e um covarde, por entrar na X-Bladz. Por um curto período, eles não se falaram.
Mas, depois de Brink começar a trabalhar em uma loja de cães chamada "Pup 'N Suds" consegue um adiantamento do salário para patrocínio próprio dele e de seus amigos destinado à uma concorrência local, chamada "Equipe Pup 'N Suds". Até o dia da competição seus amigos não sabem de nada sobre o plano. No dia da competição Brink revela que quer patrocinar seus amigos. Eles superam as diferenças e percebem que a única maneira de patinar é com a ajuda de Brink.
Então, como amigos de novo, eles vão para a competição. No fim do evento, Brink enfrenta seu rival e capitão do X-Bladz, Val. Embora Brink patine de forma justa, Val usa seus truques sujos para garantir sua vitória, mas felizmente não funcionam, fazendo com que Brink seja o campeão da competição.
Após a corrida, Val é expulso do X-Bladz. Jimmy oferece a Brink a posição de capitão da equipe. Mas por ser um grande atleta e amigo, decide ficar com seus parceiros e continuar sendo um patinador da alma.

## Elenco
- Erik von Detten - Andy "Brink" Brinker
- Sam Horrigan - Val Horrigan
- Christina Vidal - Gabriella
- David Graf - Ralph Brinker
- Robin Riker - Maddie Brinker
- Patrick Levis - Peter Calhoun
- Asher Gold - Jordon
- Walter Emanuel Jones - Boomer
- Joey Simmrin - Arne "Worm"
- Jake Elliott - B.J.
- Katie Volding - Kate Brinker
- Kimball Whiting - Estudante
- John Winkenwerder - Jake Ozland
- Dave Fashingbauer - Geoff

## Trilha Sonora
Músicas tocadas em Brink!
- "Give" por The Suicide Machines
- "Sooner or Later" por Fastball
- "Apology" por Clarissa
- "Come on Brink" por Mark Mason & Rick Allen
- "We're at the Top of the World" por The Juliana Theory

## Curiosidades
- O filme é considerado uma adaptação moderna e vagamente baseada nos romances de Mary Mapes Dodge, Hans Brinker e The Silver Skates.[1]
- As cenas do filme foram gravadas na Malibu High School e Zuma Beach em Malibu, Califórnia.
- Em 2012, a revista Complex colocou o filme em primeiro lugar na lista dos 25 melhores filmes originais do Disney Channel.[2] Em dezembro de 2015, Dylan Kickham da Entertainment Weekly colocou Brink! em 4º lugar em uma lista dos 30 principais DCOMs.[3]